# Madeline Swegle
Madeline Swegle (anteriormente Madeline Manhertz) é uma aviadora naval dos Estados Unidos. Ela é a primeira mulher negra piloto de jacto táctico da Marinha dos Estados Unidos.

## Carreira
Swegle é actualmente um tenente júnior da Marinha dos Estados Unidos. Ela é de Burke, Virginia.
Ela formou-se em 2013 pela Lake Braddock Secondary School e em 2017 pela US Naval Academy. Ela praticou atletismo durante todo o seu tempo no ensino médio e na faculdade.
Ela reportou-se ao VT-21 em Kingsville, Texas, para concluir o programa de treino de pilotos de ataque aéreo táctico, que concluiu em 7 de julho de 2020, tornando-se a primeira mulher negra a pilotar um jacto táctico da Marinha dos Estados Unidos.